# 疱疹性瘭疽
疱疹性瘭疽是由单纯疱疹病毒（HSV-1或HSV-2）引起的病变，疱疹性瘭疽通常出现在手指或拇指上。有时還會出現在脚趾或指甲的角质层上。 經常接觸口腔分泌物的牙科医务人员最容易感染HSV-1，從而引起疱疹性瘭疽。  此外喜歡吮吸拇指的兒童也容易感染疱疹性瘭疽。